# GX 339-4
GX 339-4 – układ podwójny należący do podklasy mało masywnych układów rentgenowskich. Zawiera gwiazdę klasy podolbrzyma typu K oraz czarną dziurę o masie ocenianej na 6 mas Słońca. Należy też do klasy mikrokwazarów, ponieważ posiada dżet. Okres orbitalny układu wynosi 1,7557 ± 0,0004 dnia.
Źródło to zostało odkryte w roku 1972 przez satelitę OSO 7.
Ostatnie wyniki oparte na analizie kształtu linii emisyjnej żelaza sugerują, że czarna dziura w tym układzie rotuje bardzo szybko (parameter a = 0,93 ± 0,01).
Znajduje się w zgrubieniu centralnym Galaktyki, odległość do źródła jest oceniana na nieco ponad 6 kpc.
Źródło należy do klasy źródeł rentgenowskich przejściowych, to znaczy jest silnie zmienne,
ma okresy zwiększonej aktywności trwające kilkadziesiąt–kilkaset dni i kilkusetdniowe okresy, kiedy jest bardzo słabe.
Od 1987 do 2004 roku przeszło około 15 epizodów wzmożonej aktywności. W czasie swojej ewolucji przechodzi przez wszystkie typowe stany jasnościowe charakterystyczne dla czarnych dziur, od stanu miękkiego/wysokiego przez stan twardy/niski do stanu spokojnego. Gdy źródło jest jasne, jest też bardzo silnie zmienne w krótkich skalach
czasowych (nawet do milisekund;), a rozbłyskom rentgenowskim towarzyszą rozbłyski optyczne:
- 1999 – off state[7]
- 2002 – outburst[8]

Przepływ masy w tym układzie jest spowodowany przez ekspansję gwiazdy-towarzysza wywołaną przesuwaniem się na zewnątrz gwiazdy otoczki, w której spala się wodór, a gwiazda ta wypełnia swoją powierzchnię Roche’a.